# Юрки (Новосибирская область)
Юрки — посёлок в Чановском районе Новосибирской области. Входит в состав Блюдчанского сельсовета.

## География
Площадь посёлка — 66 гектаров.

## История
В 1976 г. Указом Президиума ВС РСФСР посёлок фермы №2 совхоза «Блюдчанский» переименован в Юрки.

## Население
| 2002 | 2007 | 2010 |
| ---- | ---- | ---- |
| 310  | ↘279 | ↘248 |

## Инфраструктура
В посёлке по данным на 2007 год функционируют 1 учреждение здравоохранения и 1 учреждение образования.